# ヘレーネ・ツー・メクレンブルク＝シュヴェリーン
ヘレーネ・ツー・メクレンブルク（独: Helene zu Mecklenburg[-Schwerin], 1814年1月24日 - 1858年5月17日）は、ドイツのメクレンブルク＝シュヴェリーン家の公女、称号はメクレンブルク女公（Herzogin zu Mecklenburg）。フランス王ルイ・フィリップの継嗣オルレアン公フェルディナン・フィリップに嫁いだ。フランス語名はエレーヌ・ド・メクランブール＝シヴラン（Hélène de Mecklembourg-Schwerin）。

## 生涯
メクレンブルク＝シュヴェリーン大公世子フリードリヒ・ルートヴィヒとその2番目の妻でザクセン＝ヴァイマル＝アイゼナハ大公カール・アウグストの娘であるカロリーネ・ルイーゼの間の第2子・長女として、ルートヴィヒスルスト城で生まれた。父にとっては2番目の娘である。幼い頃に両親を相次いで亡くし、父方の祖父であるメクレンブルク＝シュヴェリーン大公フリードリヒ・フランツ1世の手許で育てられた。また父の後妻アウグステ・フォン・ヘッセン＝ホンブルクと親密な関係を築いた。
異母兄パウル・フリードリヒ大公の妻アレクサンドリーネがプロイセン王フリードリヒ・ヴィルヘルム3世の娘だった関係で、プロイセンとの同盟を模索する7月王政期のフランス王ルイ・フィリップの長男で王位継承者であるオルレアン公との縁談が持ち上がった。オルレアン家にとって、メクレンブルク家との縁組によって生じるプロイセン王家との紐帯は、望ましいものではあるが決して強力な後ろ盾にはならなかった。縁談が進むと、オーストリア宰相メッテルニヒは、ヘレーネの一族を「血筋が取り柄の小物」と皮肉った。
ヘレーネはカトリック信徒であるオルレアン家とは宗旨の違うプロテスタント信徒であり、また美しくもなかったが、自由主義的な思想の持ち主で、これはオルレアン家の政治信条と共通していた。ヘレーネ自身、非常に野心的なプリンセスで、家族の反対を押し切ってでも将来のフランス王妃の座を逃すまいとした。
1837年5月30日、パリ郊外のフォンテーヌブロー宮殿において、オルレアン公と結婚式を挙げた。パリ大司教イアサント＝ルイ・ド・ケルンが、宗派の違う夫婦の結婚式にノートルダム聖堂を使用するのを禁じたため、宮殿を結婚式場に使ったのだった。以後、ヘレーネはオルレアン公爵夫人エレーヌと呼ばれた。
姑のマリー・アメリー王妃はエレーヌのリベラル傾向やプロテスタント信仰が気に入らず、長男の嫁を嫌った。オルレアン公爵夫妻の夫婦仲は良好で、すぐに2人の息子が生まれ、オルレアン王家の存続も安泰となった。エレーヌはドイツのクリスマスツリーを飾る習慣をフランスに持ち込んだことで有名である。
1842年7月13日、夫オルレアン公が馬車事故により不慮の死を遂げた。オルレアン公夫妻の長男、パリ伯爵フィリップが成人前に祖父から王位を継ぐことになった場合、成人までの摂政を誰にするかを決めるために、緊急で議会が招集された。エレーヌを摂政にと推す意見は野党議員の中で多かったものの、ルイ・フィリップ王は、エレーヌが外国人であるうえプロテスタント信徒で、なおかつ無謀な政治をするのではないかと危惧していたため、次男ヌムール公を推していた。結局、サリカ法典の精神に基づき、ヌムール公に摂政を任せ、エレーヌには遺児の親権と後見を委ねるという法案が可決された。
1848年の2月革命により、ルイ・フィリップはフランス王位を追われた。エレーヌは王制の廃止を避けるため、自ら幼い息子パリ伯爵の摂政となることを宣言し、2人の息子を伴ってリュクサンブール宮殿の元老院の議場に入った。エレーヌは長男がフランス王位の相続者であり、その成人まで自らが摂政として国務を執ると主張したが、元老院はこの提案を拒否した。
エレーヌは息子たちを連れてドイツのアイゼナハに亡命し、その後もオルレアン家の復権のための運動を続けた。しかしフランス国内の君主制支持者たちは、シャンボール伯爵を家長とするブルボン正統王朝の復権を支持するようになっていった。その後、オルレアン家一族の亡命先だった英国ロンドンに移った。
1858年、インフルエンザに罹患してロンドンのリッチモンド・アポン・テムズにおいて44歳で死去した。遺骸ははじめサリー州ウェイブリッジに葬られたが、1876年になってフランス・ドルーのサン＝ルイ王室礼拝堂に改葬された。

## ギャラリー

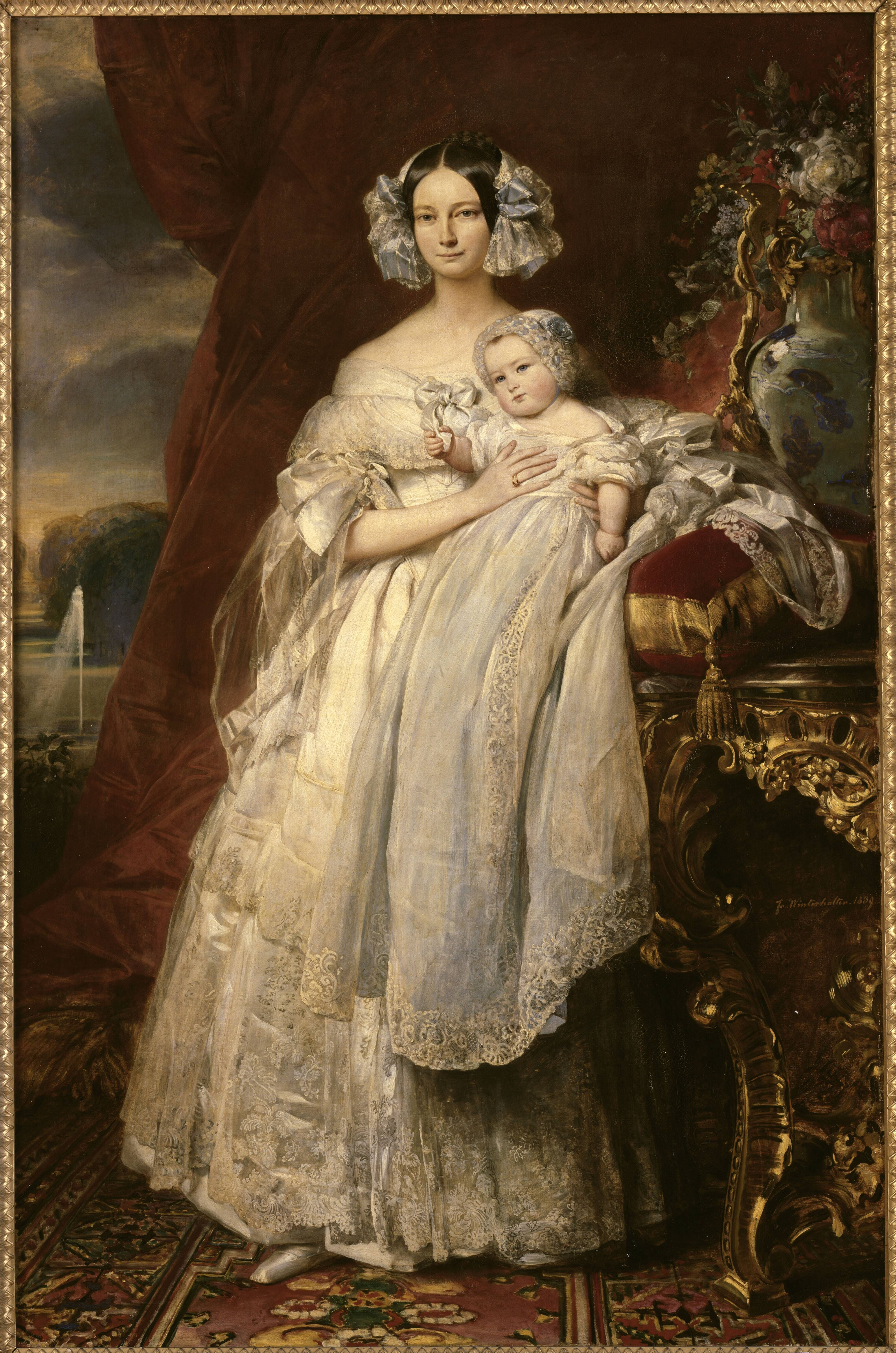
長男パリ伯爵を抱くオルレアン公爵夫人、F・X・ヴィンターハルター画、1839年のパリ官展出品作品、ヴェルサイユ宮殿蔵
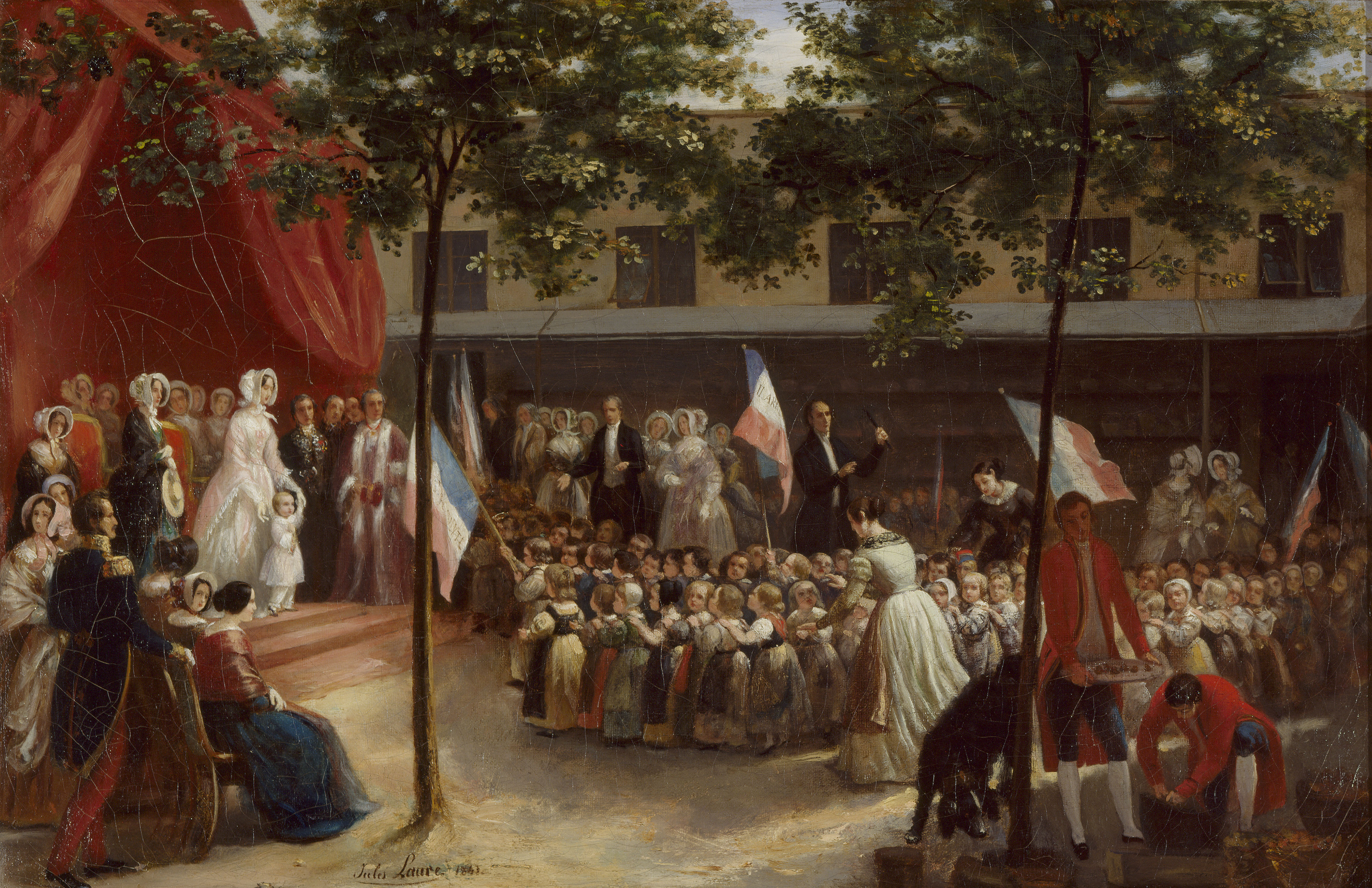
長男パリ伯爵を連れてパリの保育園を訪問するオルレアン公爵夫人、J・ロール（フランス語版）画、1841年、カルナヴァレ美術館蔵
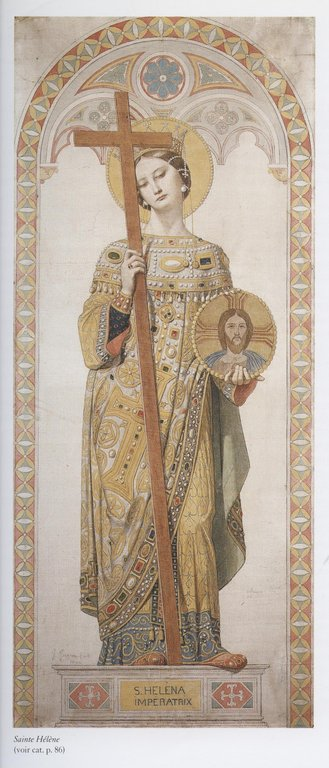
名祖である聖皇后ヘレナとして描かれたオルレアン公爵夫人、J・A・D・アングル画、1842年、ルーヴル美術館蔵
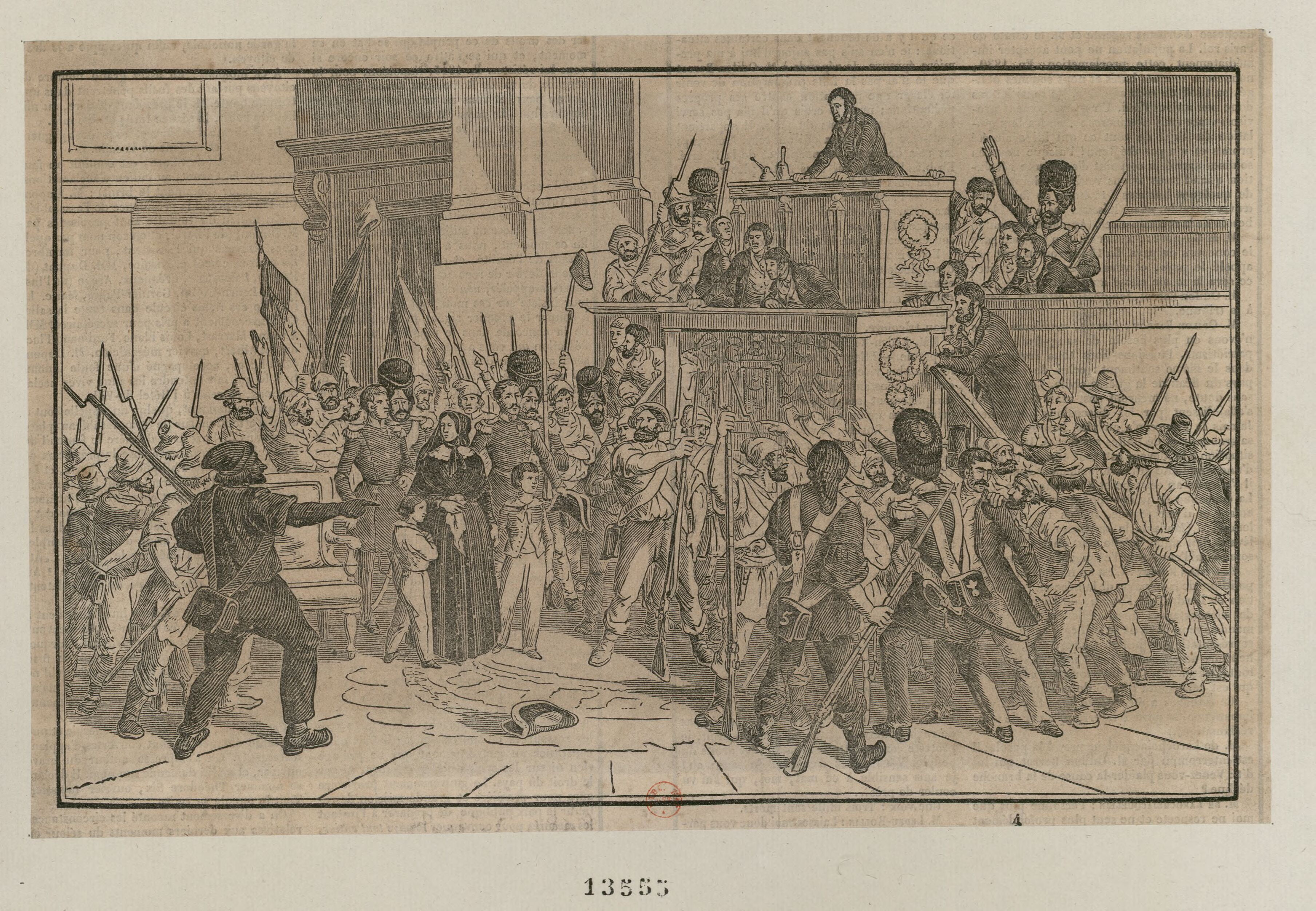
「代議院の最終決議：2月24日」2人の息子と共に議場を追われるオルレアン公爵夫人、1848年の版画、フランス国立図書館蔵
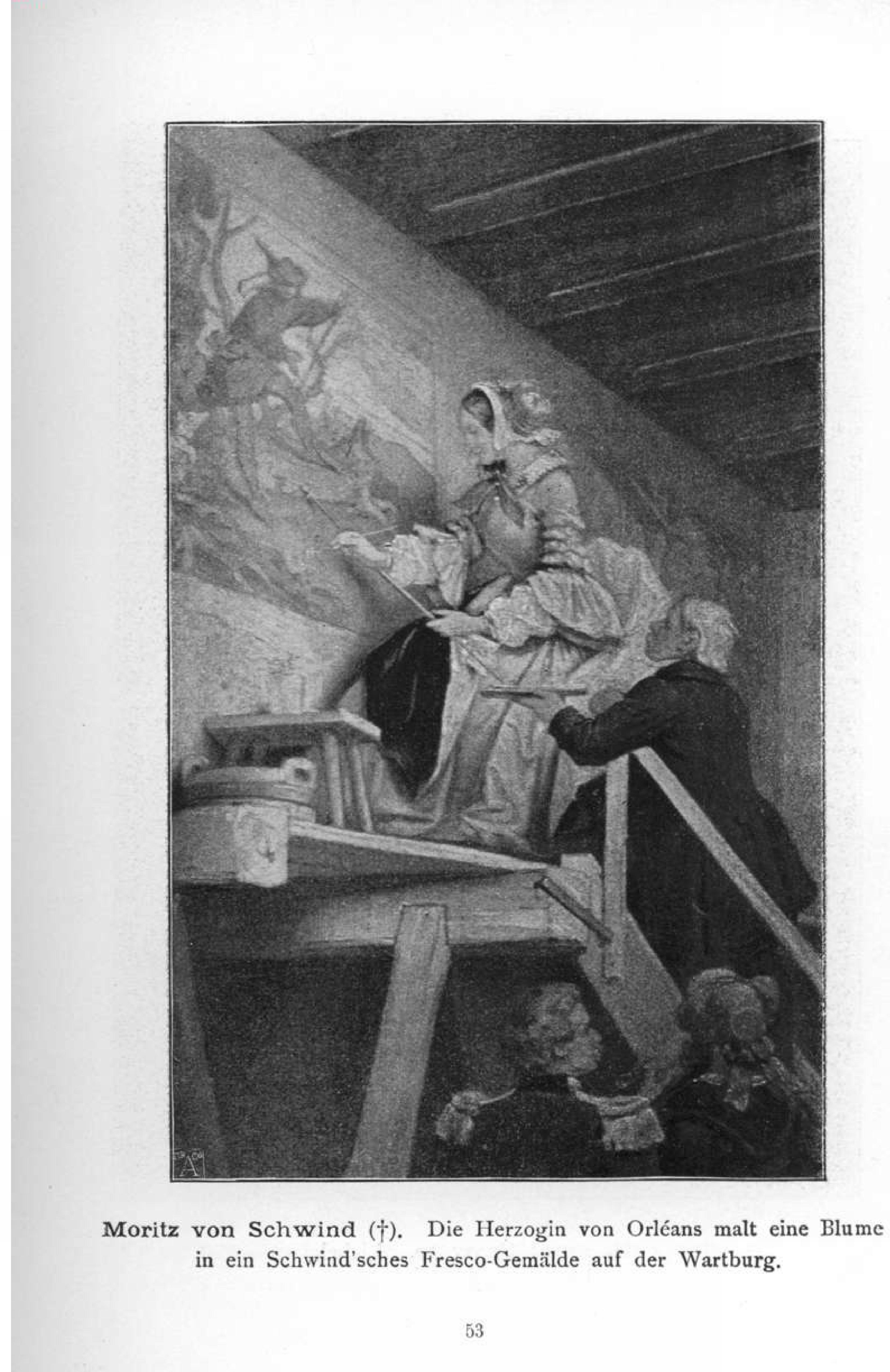
ヴァルトブルク城にてM・フォン・シュヴィントのフレスコ画に花を描きこむオルレアン公爵夫人、アイゼナハ亡命時代にシュヴィントの『ヴァルトブルクの歌合戦（英語版）』制作を見学した際のエピソード
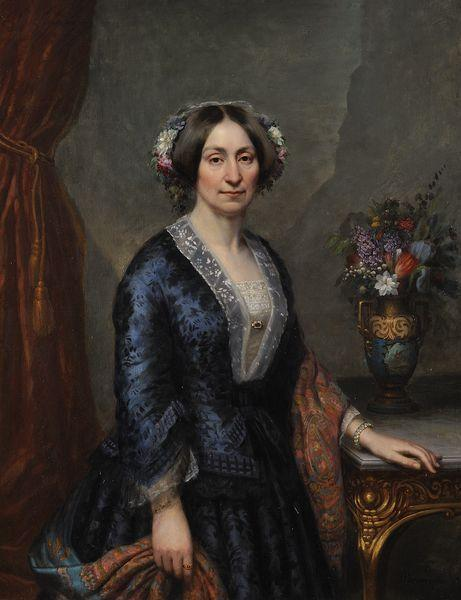
同郷の画家H・ポメレンケ（英語版）に描かせた肖像画、1850年頃

## 子女
夫との間に2男あり。

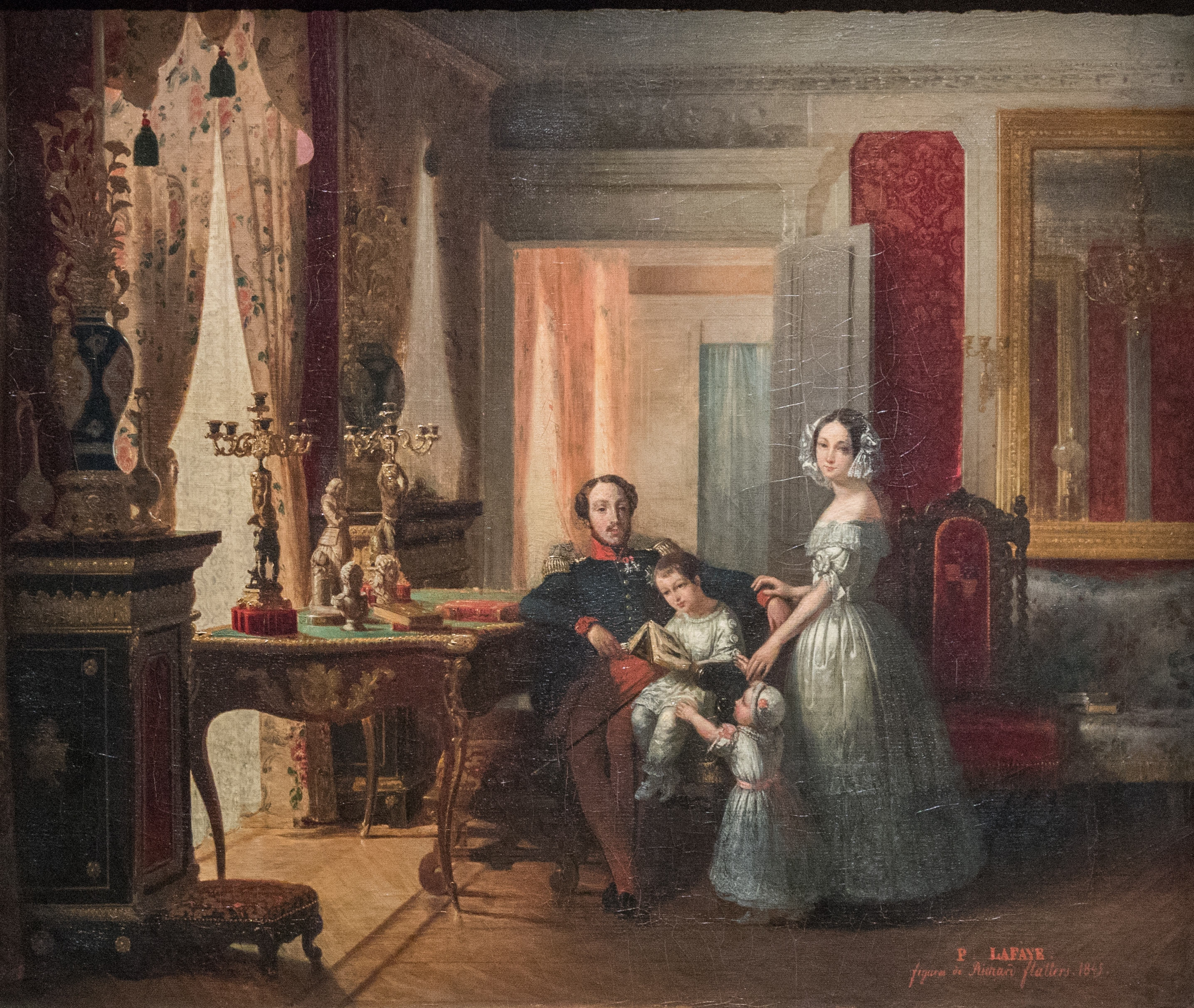
テュイルリー宮殿のオルレアン公一家、P・ラファイ画、ディジョン美術館蔵

- ルイ・フィリップ・アルベール（1838年 - 1894年） - パリ伯
- ロベール・フィリップ・ルイ・ウジェーヌ・フェルディナン（1840年 - 1910年） - シャルトル公